# 薩瓦爾卡
49°35′14″N 30°39′30″E / 49.58722°N 30.65833°E
薩瓦爾卡（烏克蘭語：Саварка）是位於烏克蘭北部的村莊，由基辅州奧布希夫區的博胡斯拉夫市鎮負責管轄。該村始建於900年，面積2.5平方公里，海拔高度141米，2001年人口957，人口密度每平方公里382.8人。